# 赖弗沙伊德
赖弗沙伊德是德国莱茵兰-普法尔茨州的一个市镇。总面积14.24平方公里，总人口551人，其中男性289人，女性262人（2011年12月31日），人口密度39人/平方公里。